# Arismendy Peguero
Arismendy Peguero Matos (La Romana, 2 agosto 1980) è un ex velocista dominicano, specializzato nei 400 metri piani.

## Palmarès
| Anno | Manifestazione             | Sede           | Evento      | Risultato  | Prestazione | Note |
| ---- | -------------------------- | -------------- | ----------- | ---------- | ----------- | ---- |
| 2002 | Campionati NACAC U25       | San Antonio    | 400 m piani | Batteria   | 47"75       |      |
| 2003 | Giochi panamericani        | Santo Domingo  | 4×400 m     | Bronzo     | 3'02"02     |      |
| 2003 | Mondiali                   | Saint-Denis    | 4×400 m     | Batteria   | dq          |      |
| 2004 | Campionati ibero-americani | Huelva         | 400 m piani | 4º         | 45"63       |      |
| 2005 | Campionati CAC             | Nassau         | 400 m piani | 6º         | 46"44       |      |
| 2005 | Mondiali                   | Helsinki       | 400 m piani | Semifinale | 46"08       |      |
| 2005 | Mondiali                   | Helsinki       | 4×400 m     | Batteria   | 3'03"57     |      |
| 2006 | Mondiali indoor            | Mosca          | 400 m piani | Batteria   | 47"32       |      |
| 2006 | Mondiali indoor            | Mosca          | 4×400 m     | 5º         | 3'08"47     |      |
| 2006 | Campionati ibero-americani | Ponce          | 200 m piani | 6º         | 21"15       |      |
| 2006 | Campionati ibero-americani | Ponce          | 400 m piani | Argento    | 45.91       |      |
| 2006 | Campionati ibero-americani | Ponce          | 4×400 m     | Oro        | 3'06"11     |      |
| 2006 | Giochi CAC                 | Cartagena      | 400 m piani | Bronzo     | 45"55       |      |
| 2006 | Giochi CAC                 | Cartagena      | 4×400 m     | Bronzo     | 3'03"25     |      |
| 2007 | Campionati NACAC           | San Salvador   | 400 m piani | Argento    | 45"63       |      |
| 2007 | Giochi panamericani        | Rio de Janeiro | 400 m piani | Semifinale | 45"75       |      |
| 2007 | Giochi panamericani        | Rio de Janeiro | 4×400 m     | Bronzo     | 3'02"48     |      |
| 2007 | Mondiali                   | Osaka          | 400 m piani | Semifinale | 45"54       |      |
| 2007 | Mondiali                   | Osaka          | 4×400 m     | 7º         | 3'03"56     |      |
| 2008 | Mondiali indoor            | Valencia       | 400 m piani | Batteria   | 47"45       |      |
| 2008 | Mondiali indoor            | Valencia       | 4×400 m     | Bronzo     | 3'07"77     |      |
| 2008 | Giochi olimpici            | Pechino        | 400 m piani | Batteria   | 46"28       |      |
| 2008 | Giochi olimpici            | Pechino        | 4×400 m     | Batteria   | 3'04"31     |      |
| 2009 | Campionati CAC             | L'Avana        | 400 m piani | Bronzo     | 45"62       |      |
| 2009 | Campionati CAC             | L'Avana        | 4×400 m     | Argento    | 3'03"30     |      |
| 2009 | Mondiali                   | Berlino        | 400 m piani | Batteria   | 46"13       |      |
| 2009 | Mondiali                   | Berlino        | 4×400 m     | 6º         | 3'02"47     |      |
| 2010 | Mondiali indoor            | Doha           | 400 m piani | Batteria   | 47"28       |      |
| 2010 | Mondiali indoor            | Doha           | 4×400 m     | Finale     | dnf         |      |
| 2010 | Campionati ibero-americani | San Fernando   | 400 m piani | 6º         | 46"32       |      |
| 2010 | Campionati ibero-americani | San Fernando   | 4×100 m     | 5º         | 40"15       |      |
| 2010 | Campionati ibero-americani | San Fernando   | 4×400 m     | 4º         | 3'05"99     |      |
| 2010 | Giochi CAC                 | Mayagüez       | 400 m piani | Batteria   | 56"34       |      |
| 2011 | Giochi mondiali militari   | Rio de Janeiro | 400 m piani | Bronzo     | 45"95       |      |
| 2011 | Mondiali                   | Taegu          | 400 m piani | dns        | dns         |      |
| 2011 | Giochi panamericani        | Guadalajara    | 400 m piani | 6º         | 45"72       |      |
| 2011 | Giochi panamericani        | Guadalajara    | 4×400 m     | Argento    | 3'00"44     |      |
| 2013 | Campionati CAC             | Morelia        | 400 m piani | 5º         | 46"90       |      |
| 2013 | Campionati CAC             | Morelia        | 4×400 m     | Bronzo     | 3'02"82     |      |
| 2013 | Mondiali                   | Mosca          | 4×400 m     | Batteria   | 3'03"61     |      |